# Zemský okres Plön
Zemský okres Plön (německy Kreis Plön) je zemský okres v německé spolkové zemi Šlesvicko-Holštýnsko. Sídlem správy zemského okresu je město Plön. Má přibližně 129 tisíc obyvatel. 

## Města a obce
Města:
1. Plön
2. Preetz
3. Schwentinental
4. Lütjenburg

Obce:
1. Ascheberg (Holstein)
2. Barmissen
3. Barsbek
4. Behrensdorf (Ostsee)
5. Belau
6. Bendfeld
7. Blekendorf
8. Boksee
9. Bönebüttel
10. Bösdorf
11. Bothkamp
12. Brodersdorf
13. Dannau
14. Dersau
15. Dobersdorf
16. Dörnick
17. Fahren
18. Fargau-Pratjau
19. Fiefbergen
20. Giekau
21. Grebin
22. Großbarkau
23. Großharrie
24. Heikendorf
25. Helmstorf
26. Högsdorf
27. Hohenfelde
28. Höhndorf
29. Hohwacht (Ostsee)
30. Honigsee
31. Kalübbe
32. Kirchbarkau
33. Kirchnüchel
34. Klamp
35. Klein Barkau
36. Kletkamp
37. Köhn
38. Krokau
39. Krummbek
40. Kühren
41. Laboe
42. Lammershagen
43. Lebrade
44. Lehmkuhlen
45. Löptin
46. Lutterbek
47. Martensrade
48. Mönkeberg
49. Mucheln
50. Nehmten
51. Nettelsee
52. Panker
53. Passade
54. Pohnsdorf
55. Postfeld
56. Prasdorf
57. Probsteierhagen
58. Rantzau
59. Rastorf
60. Rathjensdorf
61. Rendswühren
62. Ruhwinkel
63. Selent
64. Schellhorn
65. Schillsdorf
66. Schlesen
67. Schönberg (Holstein)
68. Schönkirchen
69. Schwartbuck
70. Stakendorf
71. Stein
72. Stolpe
73. Stoltenberg
74. Tasdorf
75. Tröndel
76. Wahlstorf
77. Wankendorf
78. Warnau
79. Wendtorf
80. Wisch
81. Wittmoldt